# Guadalupe River (San Francisco Bay)
Der Guadalupe River ist ein knapp 30 km langer Fluss im US-Bundesstaat Kalifornien.
Er verläuft vom Santa Cruz-Gebirge aus in nördlicher Richtung durch San José und mündet in die San Francisco Bay bei Alviso. Der Fluss fließt durch den Santa Clara County, hauptsächlich parallel zur Silver Creek Fault.
Der Fluss ist zu großen Teilen in Parks und Gärten eingebettet. Die fünf Kilometer, die der Fluss durch die Innenstadt von San José fließt, sind Teil des Guadalupe River Park and Gardens, einer der größten städtischen Parks innerhalb der USA.
Zudem beheimatet der Fluss Lachse, womit San José die einzige US-amerikanische Großstadt ist, außer Anchorage in Alaska, durch deren Stadtmitte die Lachse zu ihren Laichplätzen den Fluss hinaufschwimmen. Da der Lachs jedoch vom Aussterben bedroht ist, ist das Fischen selbiger verboten. Dadurch, dass der Fluss ein ehemaliges Quecksilber-Abbaugebiet durchläuft, ist vom Verzehr von Fischen ohnehin abzuraten.

## Name
Der Name des Flusses leitet sich vom ursprünglichen Namen der Stadt San José ab, welche 1777 als Pueblo de San José de Guadalupe gegründet wurde. Andere Flüsse gleichen Namens findet man in spanischsprachigen Gebieten.

## Überflutungen
Der Fluss tritt in der Regel im Winter in der Innenstadt San Josés, südlich der Innenstadt und bei Alviso über die Ufer. In den Jahren 1995 und 1997 erklärte der damalige US-Präsident Bill Clinton das Gebiet wegen der Überflutungen zum Katastrophengebiet. Zu einem Novum in der NHL-Geschichte kam es dabei im März 1995, als das erste und bisher einzige Spiel wegen Regens abgesagt werden musste. Durch die Überflutungen war es den Besuchern des Spiels zwischen den San Jose Sharks und den Detroit Red Wings unmöglich in die San Jose Arena zu gelangen, um das Spiel zu sehen.
Im Dezember 2004 wurde ein Projekt zum Bewältigen einer Jahrhundertflut fertiggestellt. Die größte Überflutung datiert aus dem Jahr 1955.